# Paulliny Tort
Paulliny Tort é uma jornalista e escritora brasileira. Erva brava (ed. Fósforo), seu primeiro livro de contos, foi vencedor do prêmio da Associação Paulista de Críticos de Artes (APCA) e finalista do prêmio Jabuti 2022. Estreou na literatura em 2016, com o romance Allegro ma non troppo (ed. Oito e Meio), semifinalista do Prêmio Oceanos de Literatura.